# Dowland (cráter)

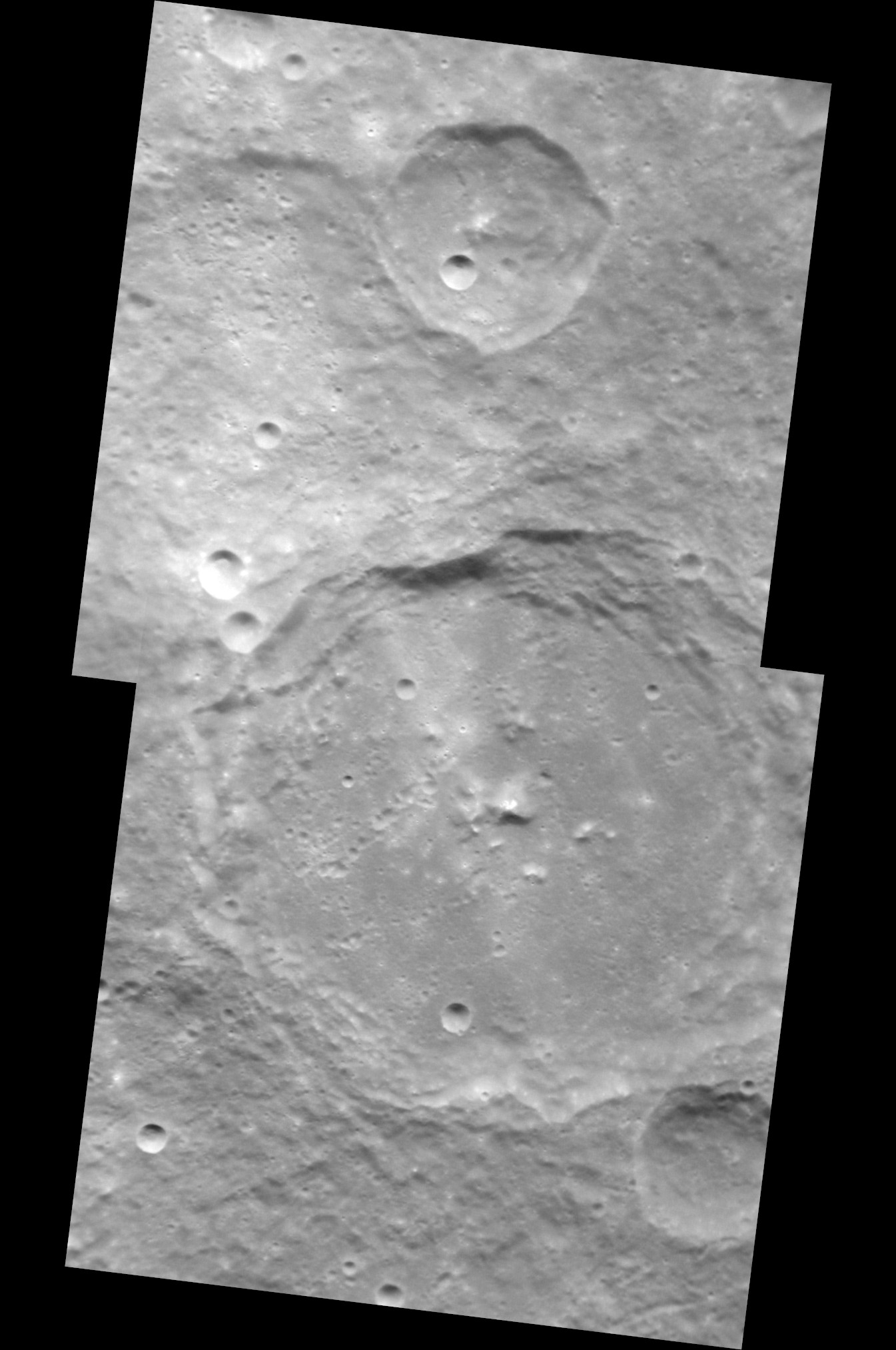
Fotografía del cráter Dowland obtenida del Planetary Image Locator Tool

Dowland es un cráter de impacto de 158 km de diámetro del planeta Mercurio. Debe su nombre al compositor inglés John Dowland (1562-1626), y su nombre fue aprobado por la  Unión Astronómica Internacional en 1979.